# Мастроджакомо, Джина
Джи́на Мастроджако́мо (англ. Gina Mastrogiacomo; 5 сентября 1961 года, Грейт-Нек, штат Нью-Йорк, США — 2 мая 2001 года, Калифорния, США) — американская актриса.

## Биография и карьера
Рождённая в США, Джина Мастроджакомо, по национальности была итальянкой. У неё было три сестры.
В возрасте 18 лет Джина переехала в Нью-Йорк, где в конце 1980-х годов и началась её карьера актрисы.
Её дебютной работой в кино была роль Джинни в фильме «Alien Space Avenger» (1989).
В 1990-х годах актриса прослушивалась на роль Дженис Сопрано в телесериал «Клан Сопрано» (1999—2007), но роль в итоге получила Аида Туртурро.
Сама же Джина прославилась ролями Дженис Росси в фильме «Славные парни» (1990, режиссёр Мартин Скорсезе) и ролью работницы секс-шопа в фильме «Голый пистолет 2 1/2: Запах страха» (1991, режиссёр Дэвид Цукер). Всего на её счету около 20 ролей в фильмах и сериалах.
Актриса ушла из жизни 2 мая 2001 года в Калифорнии, ей было 39 лет. Причина смерти — сердечная инфекция (миокардит). Отец Джины скончался спустя полгода после её смерти.

## Избранная фильмография
| Год  |    | Русское название                   | Оригинальное название                | Роль                |
| ---- | -- | ---------------------------------- | ------------------------------------ | ------------------- |
| 1989 | ф  | Космический мститель – пришелец    | Alien Space Avenger                  | Джинни              |
| 1990 | ф  | Славные парни                      | Goodfellas                           | Дженис Росси        |
| 1991 | ф  | Тропическая лихорадка              | Jungle Fever                         | Луиз                |
| 1991 | ф  | Голый пистолет 2 1/2: Запах страха | Naked Gun 2½: The Smell of Fear, The | работница секс-шопа |
| 1993 | с  | Гарри и Хендерсоны                 | Harry and the Hendersons             | Рокси               |
| 1994 | с  | Полиция Нью-Йорка                  | NYPD Blue                            | Чики                |
| 1996 | с  | Сайнфелд                           | Seinfeld                             | проститутка         |
| 1998 | тф | Брак по расчёту                    | Con, The                             | Дебби               |
| 1998 | с  | Скорая помощь                      | ER                                   | госпожа Майра       |
| 2000 | с  | Секретные материалы                | X Files, The                         | Дженни Апхаус       |